# 朱慈𤇥
朱慈（1650年—？），明昭宗朱由榔第四子、母孝剛匡皇后王氏。永曆四年（1650年）出生，後去世，追封諡為沅哀王。
| 前任無子，封國撤除上一位持有相同頭銜者：懷王朱常治 | 明沅國國王 追封 | 無 原因：無子，藩國撤除 |